# Browning BDA
Browning BDA (Browning Double Action), é a designação de uma série de quatro modelos de pistolas apresentadas pela Browning em 1977. Essas armas vieram em dois tamanhos de quadro de dois fabricantes diferentes. A arma de grande porte foi fabricada em três calibres; 9x 19mm Parabellum (9mm OTAN), .38 Super e .45 ACP (Automatic Colt Pistol). As armas foram vendidas de 1977 a 1980. Essas armas foram fabricadas na Alemanha ela SIG Sauer.
Um modelo BDA menor foi oferecido no calibre .380 ACP designado como Browning BDA 380, fabricado pela Beretta na Itália. O BDA 380 é semelhante ao M84 de Beretta.

## Browning Hi-Power BDA 1983
Em 1983, a Browning estava preparando uma arma para ser submetida aos testes USA XM-9 do Joint Service Small Arms Program (JSSAP). Eles chamaram esse modelo de Browning Hi-power BDA. Esta arma foi projetada e fabricada em muitos modelos pela Browning até 1999.

## Origem da produção
O Browning BDA em 9mm, .38 Super e .45ACP foi uma modificação do modelo SIG Sauer P220. A versão Browning tem as laterais dos slides polidos e azuis. O quadro é de alumínio. As empunhaduras têm a marca "Browning" estampada apenas no lado direito. No lado direito do slide está o número de série. A Browning BDA .45 mostrada nas fotografias tem um número de série de produção começando com 395. O RP a seguir mostra que essa pistola em particular foi fabricada em 1977.

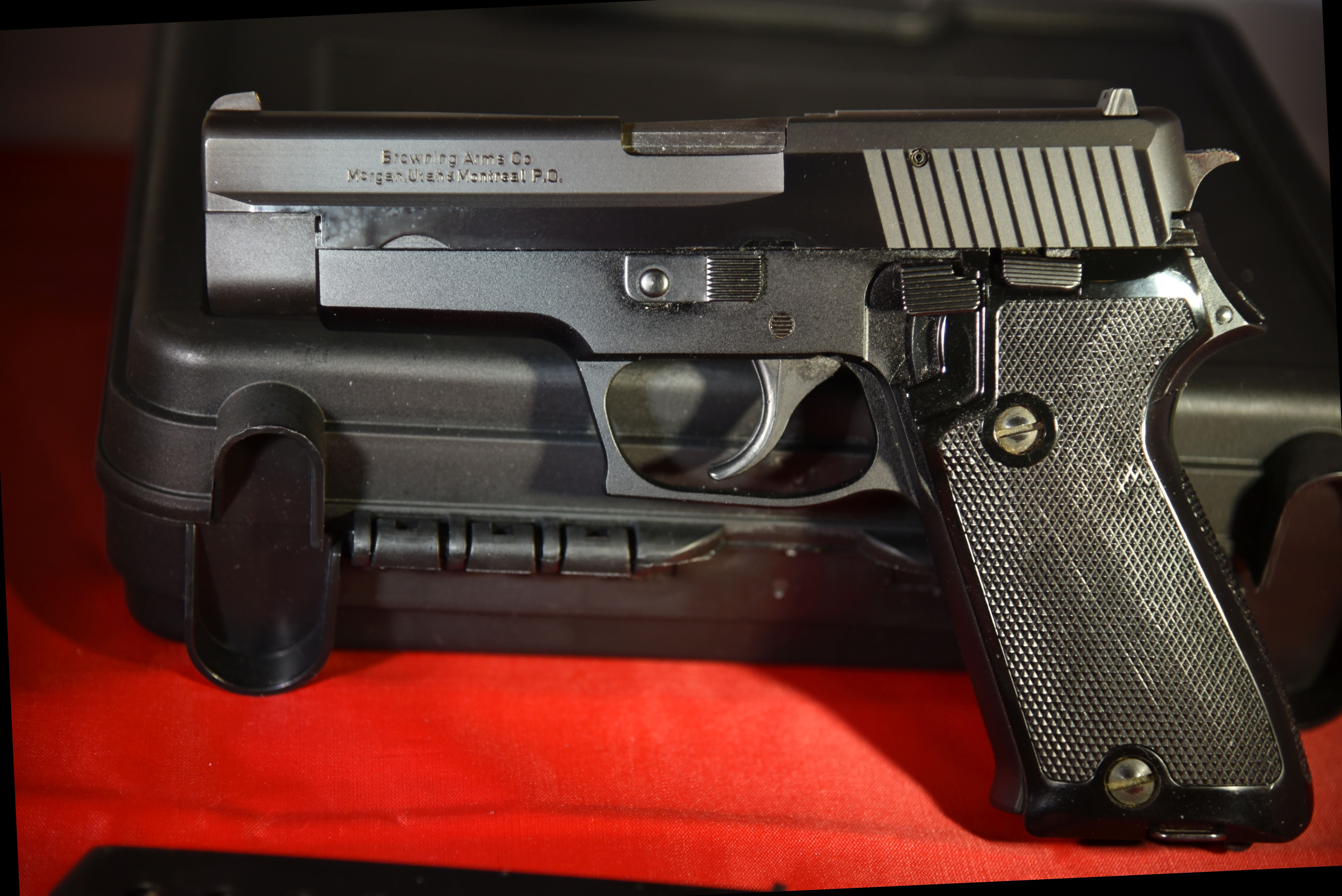
Lado esquerdo de uma Browning BDA .45 ACP exibingo a marca "Browning".

Listagem de número de série mostrando códigos para datas e séries de produção

## Características de design Browning BDA/Sig-Sauer P220
A série Browning BDA fabricada pela Sig-Sauer, possui todos os recursos da versão inicial do SIG Sauer P220. Esta pistola foi desenvolvida para a polícia e o exército suíços em substituição ao modelo P210 da Schweizerische Industrie Gesellschaft (não da Sig-Sauer). É uma pistola de tamanho normal capaz de suportar os calibres .45 ACP, 9mm e .38 Super. A ação é de recuo direto total curto com trancamento de culatra, com base no projeto Petter-Browning, produzido na França em sua pistola modelo 1935. O Browning tem um gatilho de ação dupla que muda para ação simples após o primeiro tiro.
A pistola possui um cão exposto que pode ser abaixado com segurança com uma alavanca no lado esquerdo da pistola próxima da alavanca de retenção aberta. Existem vários recursos de ação segura, incluindo um pino de disparo protegido, um bloco de segurança extra para o disparo que só pode ser liberado quando o gatilho estiver totalmente pressionado, uma trava quando a culatra não estiver carregada e a alavanca de desarme do cão.
O P220 inicial foi projetado para uso policial. Como resultado, ele possui a liberação do carregador na parte traseira da base do mesmo, o que requer duas mãos para trocar o carregador. Há também um laço de cordão preso na parte inferior da arma. Estes também são encontrados no Browning BDA.

## Marcações da Browning BDA / Sig-Sauer P220
No lado direito do slide está marcado "Sig-Sauer System Made in W. Germany". No lado esquerdo do slide, está "Browning Arms Co., Morgan, Utah e Montreal, P.Q." No bloco da culatra, o lado direito está marcado com o calibre do cano. As marcas de prova (inspeção) estão no lado inferior do slide, que é visível apenas quando o slide está recuado. O número de série encontra-se no slide, no quadro e no cano.

## Desmontagem

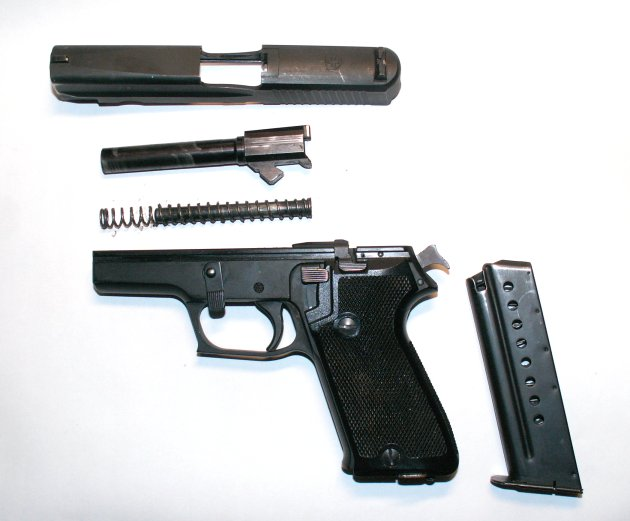
Uma SIG Sauer P220 desmontada.

A desmontagem é realizada travando deslizando o slide para trás ao máximo o que o mantém travado, se um carregador vazio for carregado (onde travará automaticamente) ou empurrando a alavanca de retenção do slide para cima. Há uma alavanca de desmontagem no lado esquerdo da pistola que pode ser girada para baixo. Uma vez feito isso, um carregador cheio deve ser removido (se houver) e, em seguida, o slide pode ser deslizado para frente e para fora do quadro. O cano pode então ser removido da corrediça removendo sua mola de recolhimento, que é mantida no lugar na parte inferior do cano pela sua tensão na mola.
Você teria cinco partes: o slide, o cano, a mola de recolhimento, o carregador e o quadro. É toda a desmontagem necessária para a limpeza. A pistola é remontada sem o carregador inserido e as etapas listadas acima executadas na ordem inversa.

## Genealogia
O designer de armas de fogo dos EUA John Moses Browning produziu o modelo de pistola M1910 para os testes do Exército dos EUA que ocorreram em 1910. Embora o M1910 não tenha sido adotado em sua forma original, ele acabou sendo adotado pelos militares dos EUA e evoluiu para o M1911A1 Colt .45 ACP US Government Handgun, também conhecida como a Colt .45 Automatic Pistol. Este projeto de Browning estabeleceu um padrão para muitas armas de fogo que vieram mais tarde. Serviu como uma arma militar dos EUA por mais de 70 anos.
John Browning produziu uma arma com carregador de pilha escalonada, que foi uma das primeiras armas de alta capacidade com seu último design. Esta arma é a Browning Hi-Power, que foi criada para uma exigência do governo francês de uma pistola com maior capacidade do que muitas que existiam na época. Enquanto a Browning Hi-Power não recebeu o contrato francês, o engenheiro suíço Charles Petter produziu uma pistola baseada nos desenhos de Browning. O design que ele produziu foi o Pistolet automatique modèle 1935A e é chamado de Petter-Browning.
Em 1937, a SIG licenciou esse projeto dos franceses e criou sua série de pistolas modelo SIG P210. Ao examinar o protótipo de Browning 1926, o modelo francês [1935]] e o Sig P210, pode-se notar que os mecanismos de deslizamento (slides) dos três parecem muito semelhantes. Como a pistola M1911A1 Colt, o mecanismo de travamento da culatra era uma série de ranhuras no cano que combinavam com ranhuras semelhantes no slide, que eram estendidas ou recolhidas para se engatarem, criando assim uma ação de travamento na culatra. Somente depois que o conjunto deslizante e do cano recuou devido à energia de expulsar a bala do cano, foi possível que o elo girasse para baixo, inclinando o cano e desbloqueando a ação. A velocidade do movimento é alta o suficiente para empurrar o slide contra sua mola de recuo para a posição mais traseira. A partir daí, a mola era forte o suficiente para empurrar a lâmina para a frente, onde atingia a base de um cartucho não deflagrado no carregador que havia subido depois que o bloco da culatra se moveu para trás, empurrando o cartucho ainda não utilizado para dentro da câmara, efetuando o processo de recarga semiautomático.
Na década de 1970, a SIG desenvolveu um tipo de maquinaria de produção de alta qualidade e alta eficiência, conhecida como "Automatic Screw Machine". Isso permitiu a produção eficiente de peças complexas com muito menos custo do que poderia ser realizado anteriormente. As leis suíças, no entanto, impediram a SIG de exportar seus produtos de armas de fogo de maneira lucrativa. Eles resolveram esse problema criando uma parceria com o fabricante alemão de armas de fogo J.P. Sauer e Sohn. Isso resultou na empresa conhecida como SIG Sauer.
A J.P. Sauer e Sohn estava em concorrência com a Carl Walther Arms e outros criaram uma arma para ser uma pistola de bolso e policial chamada Sauer 38H. Esta foi uma pistola de bolso de design avançado que apresentava um mecanismo de gatilho de ação dupla/simples e pela primeira vez uma alavanca para desengatilhar. A JP. Sauer & Sohn também havia fabricado os rifles Weatherby de alta qualidade contratados.
Quando Sig e Sauer projetaram juntos a pistola para a polícia suíça em 1975 para substituir o Sig P210, eles usaram as melhores características do projeto Petter-Browning e incorporaram características encontradas no modelo 38H. O design resultante ficou conhecido como P220, que foi produzido sob contrato com algumas modificações para a Browning como a Browning BDA. O Sig-Sauer P220 e Browning BDA podem ser vistos como a mais recente evolução do design M1910 da Browning.